# Binomischer Lehrsatz
Der binomische Lehrsatz ist ein Satz der Mathematik, der es in seiner einfachsten Form ermöglicht, die Potenzen
{\displaystyle (x+y)^{n},\quad n\in \mathbb {N} }
als Polynom {\displaystyle n}-ten Grades in den Variablen {\displaystyle x} und {\displaystyle y} auszudrücken. Die Bezeichnung rührt vom Ausdruck Binom, welches hier {\displaystyle x+y} ist.

## Binomischer Lehrsatz für natürliche Exponenten
Für alle Elemente {\displaystyle x} und {\displaystyle y} eines kommutativen unitären Rings und für alle natürlichen Zahlen {\displaystyle n\in \mathbb {N} _{0}} gilt
{\displaystyle (x+y)^{n}=\sum _{k=0}^{n}{\binom {n}{k}}x^{n-k}y^{k}\quad (1)}
Insbesondere gilt dies für reelle oder komplexe Zahlen {\displaystyle x} und {\displaystyle y} (mit der Konvention {\displaystyle 0^{0}=1}).
Die Koeffizienten dieses Polynomausdrucks sind die Binomialkoeffizienten
{\displaystyle {\binom {n}{k}}={\frac {n\cdot (n-1)\dotsm (n-k+1)}{1\cdot 2\dotsm k}}={\frac {n!}{(n-k)!\cdot {k!}}}},
die ihren Namen aufgrund ihres Auftretens im binomischen Lehrsatz erhalten haben. Mit {\displaystyle n!=1\cdot 2\dotsm n} ist hierbei die Fakultät von {\displaystyle n} bezeichnet.

### Bemerkung
Die Terme {\displaystyle {\tbinom {n}{k}}x^{n-k}y^{k}} sind dabei als Skalarmultiplikation der ganzen Zahl {\displaystyle {\tbinom {n}{k}}} an das Ringelement {\displaystyle x^{n-k}y^{k}} aufzufassen, d. h. hier wird der Ring in seiner Eigenschaft als {\displaystyle \mathbb {Z} }-Modul benutzt.

### Spezialisierung
Der binomische Lehrsatz für den Fall {\displaystyle n=2} heißt erste binomische Formel.

### Verallgemeinerungen
- Der binomische Lehrsatz gilt auch für Elemente {\displaystyle x} und {\displaystyle y} in beliebigen unitären Ringen, sofern nur diese Elemente miteinander kommutieren, d. h. {\displaystyle x\cdot y=y\cdot x} gilt.
- Auch die Existenz der Eins im Ring ist verzichtbar, sofern man den Lehrsatz in folgende Form umschreibt:

{\displaystyle (x+y)^{n}=x^{n}+\left(\sum _{k=1}^{n-1}{\binom {n}{k}}x^{n-k}y^{k}\right)+y^{n}}.
- Für mehr als zwei Summanden gibt es das Multinomialtheorem.

### Beweis
Der Beweis für jede beliebige natürliche Zahl {\displaystyle n} kann unter Ausnutzung der algebraischen Eigenschaften von Binomialkoeffizienten durch vollständige Induktion erbracht werden. Anhand der kombinatorischen Deutung der Binomialkoeffizienten ergibt sich auch ein einfacher Abzählbeweis. Für jedes konkrete {\displaystyle n} kann man diese Formel auch durch Ausmultiplizieren erhalten.

### Beispiele

Geometrische Darstellung des binomischer Lehrsatzes für die ersten 4 Potenzen

{\displaystyle (x+y)^{0}={\binom {0}{0}}=1}
{\displaystyle (x+y)^{1}={\binom {1}{0}}\,x+{\binom {1}{1}}\,y=x+y}
{\displaystyle (x+y)^{2}={\binom {2}{0}}\,x^{2}+{\binom {2}{1}}\,xy+{\binom {2}{2}}\,y^{2}=x^{2}+2\,xy+y^{2}}
{\displaystyle (x+y)^{3}={\binom {3}{0}}\,x^{3}+{\binom {3}{1}}\,x^{2}y+{\binom {3}{2}}\,xy^{2}+{\binom {3}{3}}\,y^{3}=x^{3}+3\,x^{2}y+3\,xy^{2}+y^{3}}
{\displaystyle (x+y)^{4}={\binom {4}{0}}\,x^{4}+{\binom {4}{1}}\,x^{3}y+{\binom {4}{2}}\,x^{2}y^{2}+{\binom {4}{3}}\,xy^{3}+{\binom {4}{4}}\,y^{4}=x^{4}+4\,x^{3}y+6\,x^{2}y^{2}+4\,xy^{3}+y^{4}}
{\displaystyle (x-y)^{3}={\binom {3}{0}}\,x^{3}+{\binom {3}{1}}\,x^{2}(-y)+{\binom {3}{2}}\,x(-y)^{2}+{\binom {3}{3}}\,(-y)^{3}=x^{3}-3\,x^{2}y+3\,xy^{2}-y^{3}}
{\displaystyle {\big (}a+ib{\big )}^{n}=\sum \limits _{k=0}^{n}{\binom {n}{k}}a^{n-k}b^{k}i^{k}=\sum _{k=0, \atop k{\text{ gerade}}}^{n}{\binom {n}{k}}(-1)^{\frac {k}{2}}a^{n-k}b^{k}+\mathrm {i} \sum _{k=1, \atop k{\text{ ungerade}}}^{n}{\binom {n}{k}}(-1)^{\frac {k-1}{2}}a^{n-k}b^{k}}, wobei {\displaystyle i} die imaginäre Einheit ist.

## Binomische Reihe, Lehrsatz für komplexe Exponenten
Eine Verallgemeinerung des Satzes auf beliebige reelle Exponenten {\displaystyle \alpha } mittels unendlicher Reihen ist Isaac Newton zu verdanken. Dieselbe Aussage ist aber auch gültig, wenn {\displaystyle \alpha } eine beliebige komplexe Zahl ist.
Der binomische Lehrsatz lässt sich mithilfe der verallgemeinerten Binomialkoeffizienten {\displaystyle {\tbinom {\alpha }{k}}} kompakt schreiben als
{\displaystyle (x+y)^{\alpha }=x^{\alpha }\left(1+{\tfrac {y}{x}}\right)^{\alpha }=x^{\alpha }\sum _{k=0}^{\infty }{\binom {\alpha }{k}}\left({\frac {y}{x}}\right)^{k}=\sum _{k=0}^{\infty }{\binom {\alpha }{k}}x^{\alpha -k}y^{k}\quad (2)}
Diese Reihe heißt binomische Reihe und konvergiert für alle {\displaystyle x,y\in \mathbb {R} } mit {\displaystyle x>0} und {\displaystyle \left|{\tfrac {y}{x}}\right|<1}.
Im Spezialfall {\displaystyle \alpha \in \mathbb {N} } geht Gleichung (2) in (1) über und ist dann sogar für alle {\displaystyle x,y\in \mathbb {C} } gültig, da die Reihe dann abbricht.

## Anwendungen

### Mehrwinkelformeln
Für die komplexen Zahlen kann der binomische Lehrsatz mit dem Moivreschen Satz kombiniert werden, um Mehrwinkelformeln für Sinus und Kosinus zu erhalten. Nach dem Moivreschen Satz gilt:
{\displaystyle \cos \left(nx\right)+i\sin \left(nx\right)=\left(\cos x+i\sin x\right)^{n}}
Mit dem binomischen Lehrsatz kann der Ausdruck auf der rechten Seite erweitert werden. Anschließend können der Realteil und der Imaginärteil verwendet werden, um die Formeln für {\displaystyle \cos \left(nx\right)} und {\displaystyle \sin \left(nx\right)} zu erhalten. Beispielsweise gilt
{\displaystyle \left(\cos x+i\sin x\right)^{2}=\cos ^{2}x+2i\cos x\sin x-\sin ^{2}x=(\cos ^{2}x-\sin ^{2}x)+i(2\cos x\sin x)}
De Moivres Formel identifiziert die linke Seite jedoch mit {\displaystyle (\cos x+i\sin x)^{2}=\cos(2x)+i\sin(2x)}, also gilt
{\displaystyle \cos(2x)=\cos ^{2}x-\sin ^{2}x}
{\displaystyle \sin(2x)=2\cos x\sin x}
Dies sind die Doppelwinkelfunktionen.
Allgemein gilt
{\displaystyle \cos(nx)=\sum _{k{\text{ gerade}}}(-1)^{\frac {k}{2}}{\binom {n}{k}}\cos ^{n-k}x\sin ^{k}x}
{\displaystyle \sin(nx)=\sum _{k{\text{ ungerade}}}(-1)^{\frac {k-1}{2}}{\binom {n}{k}}\cos ^{n-k}x\sin ^{k}x}

### Reihenentwicklung für e
Die Zahl {\displaystyle e} wird oft als folgender Grenzwert definiert
{\displaystyle e=\lim _{n\to \infty }\left(1+{\frac {1}{n}}\right)^{n}}
Wendet man den binomischen Lehrsatz auf diesen Ausdruck an, erhält man die übliche unendliche Reihe für {\displaystyle e}:
{\displaystyle \left(1+{\frac {1}{n}}\right)^{n}=1+{\binom {n}{1}}{\frac {1}{n}}+{\binom {n}{2}}{\frac {1}{n^{2}}}+{\binom {n}{3}}{\frac {1}{n^{3}}}+\cdots +{\binom {n}{n}}{\frac {1}{n^{n}}}}
Der {\displaystyle k}-te Ausdruck dieser Summe ist
{\displaystyle {\binom {n}{k}}{\frac {1}{n^{k}}}={\frac {1}{k!}}\cdot {\frac {n(n-1)(n-2)\cdots (n-k+1)}{n^{k}}}}
Für {\displaystyle n} gegen unendlich nähert sich der rationale Ausdruck auf der rechten Seite 1, und daher gilt
{\displaystyle \lim _{n\to \infty }{\binom {n}{k}}{\frac {1}{n^{k}}}={\frac {1}{k!}}}
Dies zeigt, dass {\displaystyle e} als Reihe geschrieben werden kann:
{\displaystyle e=\sum _{k=0}^{\infty }{\frac {1}{k!}}={\frac {1}{0!}}+{\frac {1}{1!}}+{\frac {1}{2!}}+{\frac {1}{3!}}+\cdots }
Da jeder Ausdruck der Binomialentwicklung eine monoton wachsende Funktion von {\displaystyle n} ist, folgt aus dem Satz der monotonen Konvergenz für Reihen, dass die Summe dieser unendlichen Reihe gleich {\displaystyle e} ist.

## Trivia
Gelegentlich wird als wissenschaftlicher Witz die Entdeckung oder Erfindung des binomischen Lehrsatzes einem Herrn Binomi zugeschrieben.